# Зелени талас
Зелени талас је систем управљања саобраћајем. Примењује се у великим градовима где је значајан саобраћај аутомобила и сличних возила која за последицу има загушење улица. 
Први систем зеленог таласа у Београду је примењен седамдесетих година двадесетог века у улици кнеза Милоша. Систем је да ако се возило креће дефинисаном брзином, улицом која има зелени талас, оно када се покрене стално ће наилазити на упаљено зелено светло на семафорима. Стиче се утисак да се зелено светло са семафора на семафор преноси као талас. Први системи су били изведени помоћу механичких релеја која су у датом моменту укључивала зелено светло.
Данашњи системи управљања саобраћајем су далеко сложенији. Примењују се тв камере, сензори који мере редове возила пред семафором, управљање је из центара. Користе се сложени математички модели. Могуће је мењати брзину, која је исписана на диспелеју поред семафора. Возачи само треба да поштују упутства са дисплеја. Бржа или спорија вожња од наведене нужно ће изазвати да возач у једном моменту наилази на црвено светло.